# Битва при Султан-Буде
Битва при Султан-Буде — сражение, состоявшееся 1 (13) февраля 1812 года в рамках Русско-персидской войны 1804—1813 годов между вторгшейся в Карабахское ханство персидской армией и 3-м батальоном Троицкого пехотного полка русской армии на Кавказе.

## Предпосылки
После поражения персидской армии под Мегри в мае 1811 года Аббас-Мирза со всеми силами расположился на Мугани, где ожидал результатов деятельности своих агентов, отправленных с репиляциями для организации восстания в Дагестане и для привлечения на свою сторону Мустафы-хана Ширванского и главы племени Джебраила Джафар-Кули-ага. Одно из писем, адресованное последнему, было перехвачено русскими. Главнокомандующий русскими войсками на Кавказе маркиз Ф. О. Паулуччи приказал арестовать Джафара и препроводить его в Тифлис, но при переправе через р. Тертер арестанту удалось бежать. Прибыв в свои кочевья близ Султан-буда, Джафар-Кули отправил Паулуччи письмо, в котором уверял главнокомандующего в своей непричастности к сношениям с Аббас-Мирзой. Однако Паулуччи не дал ответа и Джафар бежал к Аббас-Мирзе. Командир роты, сопровождавший Джафара, капитан П. Оловяшников, был взят под стражу.

## Вторжение персидской армии в Карабах
Лазутчики и дозорные Мехти-Кули-xана Карабахского пристально следили за действиями персидской армии в Муганской степи. Тем временем восстание в Дагестане было подавлено, а Мустафа-хан Ширванский отказался перейти на сторону Аббас-Мирзы. Лазутчики доносили Мехти-Кули о подготовке персидских войск к выступлению, последний в свою очередь осведомлял майора Джини, при котором находился всего один батальон Троицкого пехотного полка, расквартированный в зимней резиденции карабахского хана Султан-Буде. Однако Джини игнорировал все предупреждения об опасном положении батальона. Вскоре дозорные Мехти-Кули донесли, что войска Аббас-Мирзы уже форсировали Аракс и при них так же находится Джафар-Кули. Эти известия подтвердили и прибывшие в русский лагерь несколько нукеров последнего, но Джини не доверял тем сведениям.
Тем временем персидская армия (более 30 000 чел.), форсировав Аракс, двинулась двумя колоннами. Одна колонна (10 000 кавалерии и 8000 пехоты) во главе с Аббас-Мирзой направилась к Султан-Буду, другая с Джафар-Кули-ага к Шах-Булаху, с целью прервать пути сообщения Троицкого батальона со штаб-квартирой 17-го егерского полка в Шуше. В персидском войске также находились английские офицеры, среди которых были: артиллеристы — полковник д’Арси, майор Стоун и капитан Линдсей; а также пехотные офицеры — полковник Монтейт и майор Кристи.
В Шуше в то время базировались три роты 17-го егерского полка. При первых известиях о движении персидской армии, оттуда 13 февраля на помощь Троицкому батальону вышли две роты (4 офицера и 200 рядовых при 1-м орудии) под командованием капитана Ильяшенко. Пройдя 30 вёрст, отряд был встречен неприятельскими разъездами, а у Шах-Булахских садов окружён персидской кавалерией (2000 чел.). Однако, «прокладывая себе путь штыками», роты дошли до Шах-Булахской цитадели, но дальше продвинуться не смогли, так как все близлежащие высоты и дорога были заняты крупными силами неприятеля, а до Султан-Буды оставалось ещё около 30 вёрст.

## Битва

### Ход битвы
13 февраля на окрестных высотах перед русским лагерем появились передовые части персидской армии. Майор Джини построил батальон в каре перед землянками, а орудия расположил на открытой местности. Вскоре к Султан-Буду подошли основные силы персов во главе с Аббас-Мирзой. В его войске также находились англичане (4 офицера и 12 унтер-офицеров), которые, фактически, руководили персидскими подразделениями. Многократно численно превосходящая персидская кавалерия с ходу атаковала каре русского батальона, который, удерживая строй, отбивал множественные атаки с большим уроном для нападавших. В бой также вступил небольшой отряд конных нукеров Мехти-Кули-хана. Русские орудия, не имея прикрытия, вели беспрерывный огонь. Через ¼ часа после начала боя подошла неприятельская артиллерия под руководством полковника д’Арси и открыла по русскому батальону огонь из всех орудий и фальконетов. В первую очередь д’Арси подавил огонь русской артиллерии. Одно русское орудие было подбито, а разорвавшийся единственный ящик с боеприпасами лишил возможности вести огонь из другого орудия. Батальон начал нести тяжёлые потери. Ещё в начале битвы от ружейного выстрела погиб майор Джини. Принявший командование батальоном майор Сочевский погиб от двух пулевых ранений. Вскоре погиб и следующий по старшинству капитан Гумович. Штабс-капитан и батальонный капитан получили ранения. Тогда командование принял высвободившийся из под ареста капитан Оловяшников. Между тем персы усиливали атаки. Рукопашный бой уже проходил между домов зимовья. Сарбазы врывались в жилища. Позже Мехти-кули-хан в своём донесении маркизу Паулуччи писал:

«Бой был страшный, — такой, какого не бывало. Наше войско, солдаты, кавалерия и сарбазы Аббаса-Мирзы и мои подвластные в течение 7 часов ни на минуту не переставали убивать… Платон Андреевич [Оловяшников], который провинился в бегстве Джафар-Кули и сам, снявши с себя саблю, находился под арестом, в тот момент сам явился и я с помощью его и удалых солдат со смертоносными штыками повели атаку и вытеснили сарбазов из среды войска и домов и прогнали их. Много сарбазов было убито».— Акты, собранные Кавказской археографической комиссией, Т. 5, № 203.
Несмотря на тяжёлые потери и почти полный расход боеприпасов Троицкому батальону всё же удалось удержать позиции за собой. К вечеру персидское войско отступило и, взяв русский лагерь в кольцо, «отдалось отдохновению».

### Капитуляция батальона
Вечером, вскоре после окончания битвы, в русский лагерь от Аббас-Мирзы прибыл парламентёр. Последний доставил написанное на русском языке письмо, которое было лично передано капитану Оловяшникову. В нём Аббас-Мирза, ввиду бесполезности дальнейшего сопротивления, предлагал сложить оружие. Оловяшников вначале отверг данное предложение. Мехти-Кули-хан предлагал ему, дождавшись ночи, вывести оставшихся солдат и орудия к Шах-Булаху или в другое близлежащее укреплённое место в лесу. По одной из версий в Султан-буде находился местный армянин Вани-юзбаши Атабеков, который отлично разбирался в местности. Вначале Оловяшников согласился с выводом остатка батальона, но вскоре получил второе письмо от Аббаса-Мирзы с угрозами, что в случае отказа сложить оружие, весь батальон будет вырезан. Оловяшников долго колебался и с наступлением темноты заявил Мехти-Кули-хану, что:

«Вы непременно должны выйти поспешно из этого войска; я о себе имею свою заботу: ни в Шах-Булак, ни в другое крепкое место не пойду».— Акты, собранные Кавказской археографической комиссией, Т. 5, № 203.
По выражению В. Потто: «Оловяшников уже изнемог под гнетом тяжких обстоятельств и не нашел в себе достаточного запаса нравственных сил, чтобы решиться на такой отчаянный подвиг». Последний, в свою очередь, повторил Мехти-Кули-хану, что если тот поспешно не покинет лагерь, то его ожидают большие неприятности. Вскоре несколько человек предупредили Мехти, что если он не покинет батальон, то будет схвачен и отдан в руки персов. Той же ночью Вани-юзбаши и Мехти-Кули с несколькими нукерами покинули лагерь. За последним Аббас-Мирза снарядил погоню, но Мехти удалось скрыться в Тертерских горах, а после уйти в Шушу. Вани-юзбаши, в свою очередь, бежал в Шах-Булах, в котором находились две роты майора Ильяшенко. Не желая сдаваться в плен, из лагеря также бежали унтер-офицер Тимчук и рядовой Федотов, самостоятельно дошедшие до Елизаветполя.
Тем временем Оловяшников уже принял решение о сдаче батальона и той же ночью отправил в персидский лагерь унтер-офицера Лунёва с тремя солдатами. Аббас-Мирзе было передано письмо с согласием сдаться, если тот поручится за то, что батальон не будет истреблён. Аббас-Мирза охотно дал гарантию. 14 февраля с рассветом Оловяшников выкинул белый флаг, и батальон сложил оружие, передав неприятелю орудия и знамя.

## Дальнейшее продвижение и отступление персидской армии
После капитуляции русского батальона Аббас-Мирза двинул свою армию на Шах-Булах и 15 февраля, соединившись с блокировавшей русские роты кавалерией, стал лагерем в пол версте от Шах-Булахской цитадели. Английские офицеры принялись обустраивать боевой порядок персидского войска и готовить его к штурму. В свою очередь Ильяшенко, заняв важные пункты, приготовился к отражению неприятеля. Подойдя к стенам цитадели, персы выставили перед собой русских пленных и их знамя. Джафар-Кули-хан стал вызывать кого-нибудь для переговоров. На стену поднялся Вани-юзбаши. Джафар с изумлением сказал:

«Ты, юзбаши, опять очутился среди русских? Теперь вам уже нет спасения. Батальон Джини сдался, замок обложен. Чтобы спасти себя и русских от смерти, ты должен уговорить гарнизон сдаться без боя».— Из рукописей отставного полковника Я. Д. Лазарева
Вани отвечал:

«Я и сам вижу, что спасения нет, и потому употреблю все усилия, чтобы уговорить начальника положить оружие».— Из рукописей отставного полковника Я. Д. Лазарева

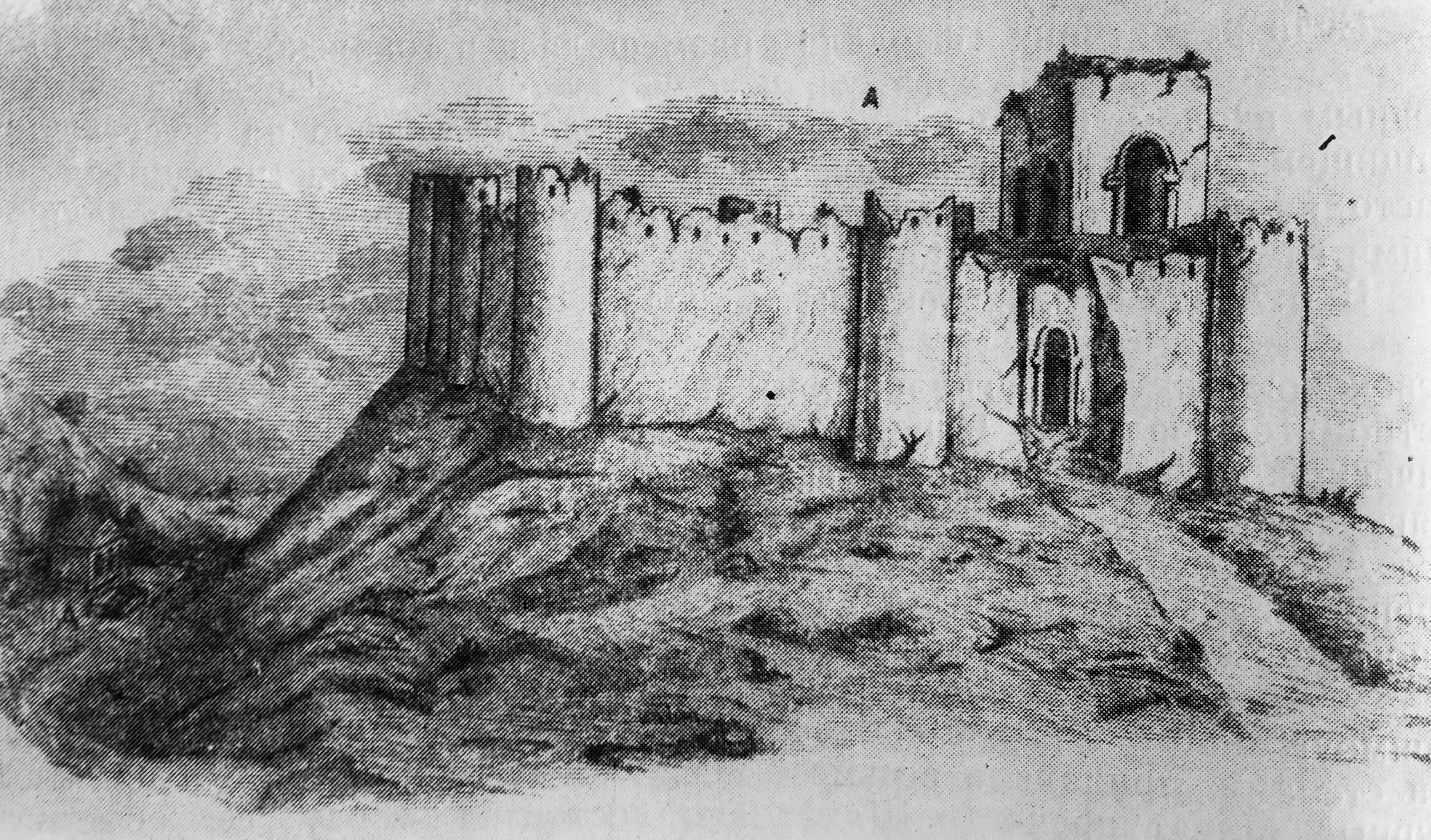
Замок Шах-Булах

Персы отошли от стен в ожидании результатов решения Ильяшенко. Тем временем в ночь на 16 февраля русский гарнизон с орудием покинул Шах-Булахскую цитадель и Вани, минуя персидские караулы, провёл роты горными тропами через селение Фарух и вывел их на Шушинскую дорогу. Там Вани, указав Ильяшенко кратчайший путь на Шушу, с одним солдатом поспешил на пост Ходжалы, где находился русский отряд из 60-ти солдат при офицере. Вани так же провёл его скрытыми путями и у моста Ага-керпи, в пяти верстах от Шуши, догнал Ильяшенко. Утром роты прибыли в Шушу и в тот же день шеф 17-го егерского полка полковник И. П. Живкович отдал по гарнизону (637 строевых) диспозицию по защите Шушинской цитадели. В то же время на русский пост из 8-ми человек под командою рядового Орехова напал неприятельский отряд (100 человек). Командир последних предложил Орехову богатые дары, в случае если тот добровольно сдастся. Русский отряд перебил парламентёров и с боем пробился к Шуше.
Паулуччи находился в то время в Кубе. Получив сведения о вторжении персидской армии в Карабахское ханство, он в срочном порядке вызвал из Гори ген. П. С. Котляревского. Последний проделал форсированным маршем переход в 70 вёрст и, присоединив к себе по пути отдельные части (общим числом 1591 человек), 21 февраля прибыл в Новую Шемаху, а оттуда двинулся в Зардоб. В ходе марша было приступом взято селение Туг и неприятельский пункт в Кара-Кахе. Так же было отбито до 15 000 голов рогатого скота и возвращено 4000 бежавших до того карабахских семейств. Вступив в Карабахское ханство, Котляревский принялся истреблять неприятельские партизанские группировки. Аббас-Мирза, избегая прямых столкновений с русскими частями, отступил за Аракс, уничтожив за собой переправы.

## Последствия
Исход битвы в Султан-Буде не повлиял на ход войны, но, несмотря на это, он сильно поднял моральный дух персидской армии и в определённой степени подорвал авторитет русской армии на Кавказе среди местного населения. Часть последних бежала в труднодоступные места, а часть добровольно переходила к персам при первом их появлении. Аббас-Мирза обещал вернуть Джафар-Кули Карабахское ханство и видел перед собой далеко идущие цели, в частности — захват Грузии. В своей прокламации «князьям, азнаурам и всем жителям Кахетии» Аббас писал:

«…Ныне наши сарбазы, как голодные львы, жаждут крови Русских, находящихся в Грузии, и как только мы туда двинемся, Грузия будет покорена и Русский главнокомандующий и его солдаты будут убиты или пленены».— Акты, собранные Кавказской археографической комиссией — Т. 5, № 105.
Вся русская армия на Кавказе была возмущена сдачей в плен батальона Троицкого полка. Котляревский в своём донесении маркизу Паулуччи, писал: «Я никак не мог верить, чтоб без самой крайности сдались русские».
В ноябре из персидского плена бежали 52 солдата Троицкого полка, захваченных в Султан-Буде. Они показали, что:

«…захвачены были персиянами, будучи не в состоянии себя защищать по случившемуся тогда недостатку в боевых патронах».— Архив штаба Кавказского военного округа, Дело № 15.
Джафар-Кули-Ага в 1815 году выехал из Ирана и вернулся на родину в Карабах, где был прощён.

## Интересные факты
А. П. Ермолов во время своего посольства в Иран в 1817 году, находясь (28 мая — 5 июня) в Уджанском замке, увидел картину, изображавшую победу персов над русскими. Ермолов так описывает тот случай:
Осматривая замок, я спросил сопровождавших меня персиян: какое картина представляет сражение? Не Асландузское ли? Наморщились рожи их, и страх, изобразившийся в чертах от одного об оном воспоминания, заставил меня не требовать ответа. Я сделал другой вопрос: не Ленкоранское ли? Как будто окован был язык персиян и ложь, столь обыкновенная в устах их, не изобрела ответа. Надобно было догадаться, что не оно. Наконец сказано мне, что картина представляет разбитие Троицкого батальона. Я замолчал против правды.— Записки Ермолова, 24.
В 1828 году персидская картина посвящённая битве была вывезена русскими в качестве трофея в Зимний дворец в Санкт-Петербурге, ныне хранится в Эрмитаже.

## Использованная литература и источники
1. 1 2  УРВК, 1902, с. 304—305.
2. 1 2  Ибрагимбейли, 1969, с. 135.
3. 1 2 3  Barrett, 2005, p. 254.
4. 1 2  Atkin, 1980, p. 137.
5. ↑  Акты, собранные Кавказской археографической комиссией / Под ред. А. П. Берже. — Тифлис: Тип. Глав. управ. наместника кавказского, 1873. — Т. 5. — С. 131, № 194.
6. ↑  АКАК — Т. 5. — С. 134—135, № 202.
7. 1 2 3  АКАК — Т. 5. — С. 135—139, № 203.
8. ↑  Бобровский П. О. Часть 3. Егеря (1786—1816) // История 13-го Лейб-гренадерского Эриванского Его Величества полка за 250 лет (1642—1892). — СПб.: Тип. В. С. Балашева, 1893. — С. 286—288. — 771 с. Архивировано 14 июля 2014 года.
9. ↑  Monteith W.[англ.]. Kars and Erzeroum: With the Campaigns of Prince Paskiewitch, in 1828 and 1829; and an Account of the Conquests of Russia Beyond the Caucasus from the . to the Treaty of Turcoman Chie and Adrianople. — London: Printed by Spottiswoode & Co ., 1856. — P. 82—83. — 360 p. — ISBN 978-5-8740-8746-3.
10. 1 2  Ибрагимбейли Х. М. Россия и Азербайджан в первой трети XIX века / ред. Н. А. Халфина. — М.: Наука Главная редакция восточной литературы, 1969. — С. 135. — 286 с. — (Из военно-политической истории). (недоступная ссылка)
11. 1 2 3 4 5 6 7 8  Утверждение русского владычества на Кавказе / Сост. Н. С. Аносов; под ред. В. А. Потто; под руков. Н. Н. Белявского. — Тифлис: Тип. Штаба Кавк. воен. округа, 1902. — Т. 2: Время Тормасова, Паулуччи и Ртищева. — С. 301—311.
12. 1 2 3  Шабанов Д. Ф. Часть 1. От сформирования полка до его прибытия на Манглис. 1642—1825 // История 13-го Лейб-гренадерского Эриванского Его Величества полка: в 3 частях. — Тифлис: Тип. окружного штаба кавказского военного округа, 1871. — С. 112—115. Архивировано 21 сентября 2021 года.
13. ↑  Дубровин Н. Ф. История войны и владычества русских на Кавказе: в 6 томах. — СПб.: Склад издания у В. А. Березовского, 1887. — Т. 5. — С. 446—448. Архивировано 10 июня 2017 года.
14. 1 2 3 4  Потто В. А. Кавказская война в отдельных очерках, эпизодах, легендах и биографиях: в 5 томах. — 2-е изд. — СПб.: Тип. Е. Евдокимова, 1887. — Т. 1: От древнейших времён до Ермолова. — С. 479—482.
15. ↑  Cronin S. Part 1. War // War and Peace in Qajar Persia / ed. by R. Farmanfarmaian. — London; New York: Routledge, 2008. — P. 57. — 256 p. — (Implications Past and Present (History and Society in the Islamic World)). — ISBN 0415421195.
16. ↑  Бескровный Л. Г. Раздел 1. Военное искусство в войнах России первой четверти XIX в. // Русское военное искусство XIX в. / ред. Л. А. Рамзаевой. — М.: Наука, 1974. — С. 17. — 365 с.
17. 1 2 3 4 5  Потто В. А. Первые добровольцы Карабаха в эпоху водворения русского владычества (Мелик-Вани и Акоп-юзбаши Атабековы). — Тифлис: (Репринтное переизд.: Москва: Интер-Весы, 1993), 1902. — 77 с. Архивировано 6 октября 2014 года.
18. ↑  Шабанов Д. Ф. Краткая историческая записка о службе 13-го лейб-гренадерского Эриванского Его Императорского Величества полка. — Тифлис: Тип. Окруж. штаба Кавк. воен. округа, 1875. — С. 9.
19. ↑  Шишкевич М. И. Глава 5 — После Цицианова до Ермолова // История русской армии и флота / Ред. А. С. Гришинского и В. П. Никольского. — М.: Образование, 1911. — Т. 6: Покорение Кавказа. Персидские и кавказские войны (очерк генштаба генерал-майора Шишкевича М. И.). — С. 51—52. Архивировано 25 мая 2017 года.
20. ↑  Соллогуб В. А. Биография генерала Котляревского / Ценс. В. Бекетов. — 2-е изд. — СПб., 1955. — С. 87—88.